# Svenska Marbleheadseglarförbundet
Svenska Marbleheadseglarförbundet bildades 1979 som Svenska Modellseglarförbundet för att organisera och utveckla kappsegling med radiostyrda segelbåtar. Marblehead är en modellsegelbåtsklass som skapades på 1930-talet i USA. Klassen bildades på 1930-talet i USA. Den får vara totalt 128 cm lång och ha en segelyta på 0,5161 m2. Det finns fler regler men är en ganska fri klass.
Vid årsmötet som hölls under SM-seglingarna 2008 hade enmetersseglarna (IOM), som tidigare låg under SMSF, startat ett eget förbund, Svenska enmeterförbundet. Beslut togs då, att ändra namnet till Svenska Marbleheadseglarförbundet.
Svenska Marbleheadseglarförbundet är anslutet som klassförbund till Svenska Seglarförbundet och upprättar årligen ett kappseglingsprogram som omfattar lokala tävlingar, kvalificeringstävlingar och mästerskap. Förbundet svarar även för båtregistrering, mätbrev och allmänna regler för seglingsverksamheten.